# 旬ハイウェイ
『旬ハイウェイ』（しゅんハイウェイ）は、2012年10月2日から2020年9月29日まで読売テレビで放送されていた西日本高速道路（NEXCO西日本）提供のミニ番組である。
本項では、2010年6月4日から2013年3月29日まで放送された福岡放送制作分をFBSバージョン、現行の読売テレビ制作分をytvバージョンと表記する。

## 概要
両バージョン共に、毎週エリア内（FBSバージョンは九州地方、ytvバージョンは関西・中国・四国地方）の「旬なモノ」や「旬な人」を紹介している。
各番組の公式サイトでは、過去の放送内容を視聴できる（FBSバージョンはNEXCO西日本のお知らせも含んで全編、ytvバージョンは本編のみ）。

## FBSバージョン
2010年6月4日放送開始、2013年3月29日放送終了。
- ナレーター：中島浩二
- 放送時間：毎週金曜 22:54 - 23:00

### 旬ハイウェイプレミアム
FBSバージョン終了から半年後の2013年9月21日、『旬ハイウェイプレミアム 西日本1,000km 旬を探せ!』と題した特別番組がFBS、長崎国際テレビ、熊本県民テレビ、テレビ大分、テレビ宮崎、鹿児島読売テレビの九州地区6局ネットで放送された。放送時間は10:30 - 11:25。レギュラー放送時代と同様にNEXCO西日本の提供で放送されたが、CMはPTだった。
出演者は原千晶、宮下純一、黛英里佳、福岡竜馬（FBSアナウンサー）で、この4人が黛・福岡と原・宮下の2つのグループに分かれ、黛・福岡は岡山から、原・宮下は大分から関門海峡を目指して合流。途中各地に寄り、その土地ならではの物を紹介していた。ナレーションはレギュラー放送時代と同様に中島が担当した。

## ytvバージョン
2012年10月2日放送開始。2020年9月29日放送終了。データ放送を実施。
- ナレーター：原田伸郎
- 放送時間：毎週火曜 20:54 - 21:00